# Pythia

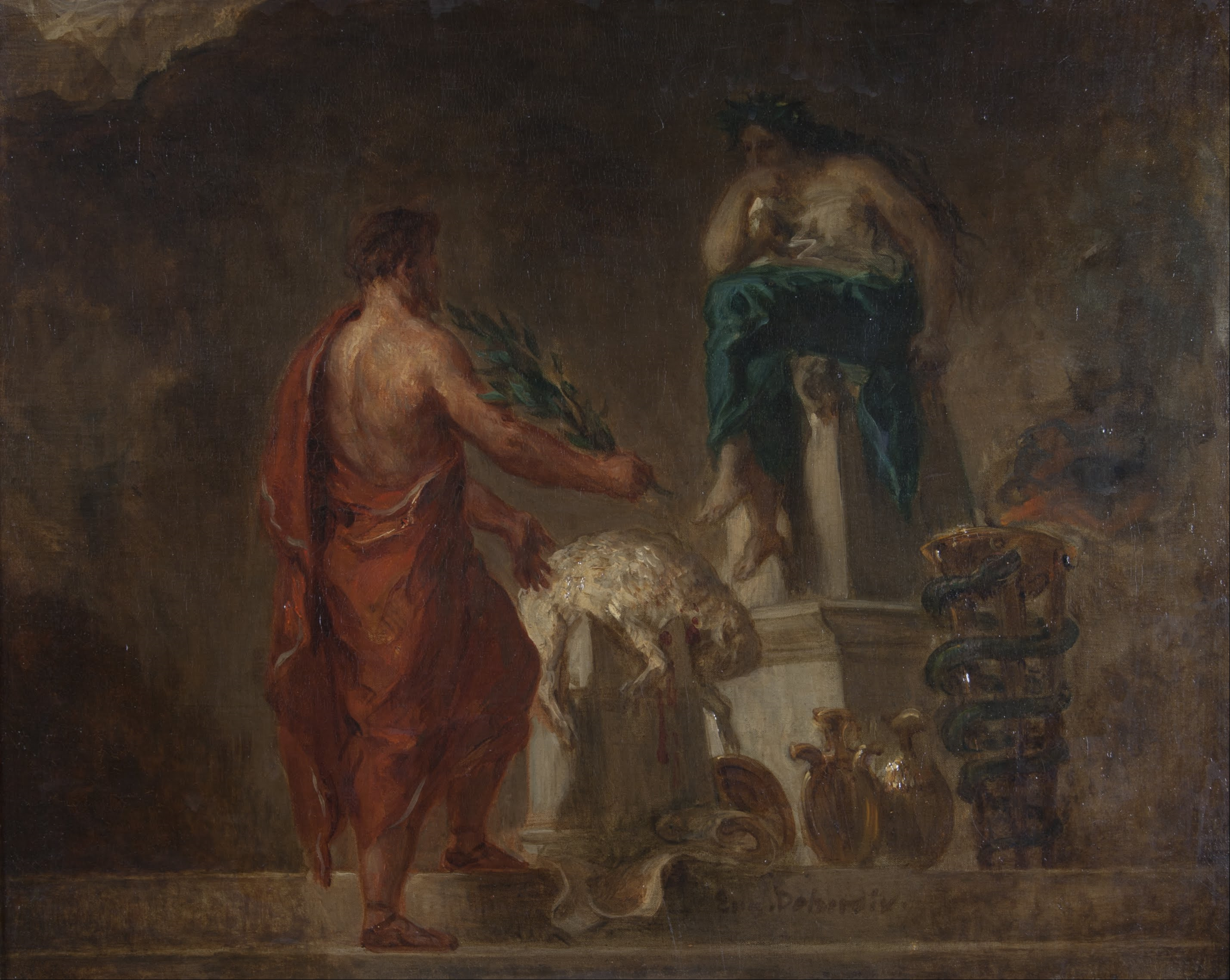
Lycurgus consultându-se cu Pitia de Eugène Delacroix

Pythia sau Pitia era preoteasa lui Apollo care făcea preziceri în Oracolul din Delphi. Nu trebuie confundată cu Sibila Delfică, o personalitate legendară care dezvăluia profeții din partea zeului Apollo la Delfi, la poalele Muntelui Parnassos. Conform unor surse târzii, mama acesteia era Lamia, fiica lui Poseidon.
După  unele izvoare Pythia dezvăluia profeții, datorită faptului că în templu se afla o crăpătură prin care ieșeau gaze vulcanice toxice care aduceau preoteasa într-o stare de delir. În această stare ea pronunța incoerent cuvinte nearticulate, care erau interpretate de preoți ca voința zeilor.
Pythia i-ar fi prezis lui Cresus: „Dacă treci granița, un mare imperiu va cădea.” Cresus a fost înfrânt. Ulterior Pythia a spus: „Trebuia să întrebi care imperiu va cădea.”